# Conus fulmineus
Conus fulmineus é uma espécie de gastrópode do gênero Conus, pertencente a família Conidae.